# Acide quinoléique
L’acide quinoléique, ou acide quinolinique, est un métabolite de la voie de la kynurénine convertissant le tryptophane en NAD+. Il aurait un effet neurotoxique et serait impliqué dans plusieurs processus neurodégénératifs du cerveau, tels que le syndrome démentiel du SIDA, la maladie d'Alzheimer, la maladie de Huntington, la maladie de Charcot, la maladie de Parkinson et la sclérose en plaques. Il expliquerait le "brouillard mental et la fatigue chronique" ressentie par les personnes infectées par la borreliose / maladie de Lyme. 